# Hjalmar Torell (jurist)
Johan Hjalmar Torell, född den 1 oktober 1882 i Skara, död den 11 oktober 1957 i Vänersborg, var en svensk jurist. Han var son till Edvard Torell. 
Torell avlade studentexamen vid Skara högre allmänna läroverk 1901, juridisk-filosofisk examen vid Uppsala universitet 1902 och juris utriusque kandidatexamen där 1907. Efter genomförd tingstjänstgöring var han fiskal i omkring ett år och assessor i omkring ett år i Göta hovrätt. Torell blev vice häradshövding 1918 och var häradshövding i Nordals, Sundals och Valbo domsaga 1931–1949. Han blev riddare av Nordstjärneorden 1937.